# Jaiba kesselringi
Jaiba kesselringi is een vlinder uit de familie nachtpauwogen (Saturniidae), onderfamilie Ceratocampinae.
De wetenschappelijke naam van de soort is voor het eerst geldig gepubliceerd door Lemaire, Tangerini & O.H.H. Mielke in 1999.